# Dojlidy Górne (gromada)
Dojlidy Górne – dawna gromada, czyli najmniejsza jednostka podziału terytorialnego Polskiej Rzeczypospolitej Ludowej w latach 1954–1972.
Gromady, z gromadzkimi radami narodowymi (GRN) jako organami władzy najniższego stopnia na wsi, funkcjonowały od reformy reorganizującej administrację wiejską przeprowadzonej jesienią 1954 do momentu ich zniesienia z dniem 1 stycznia 1973, tym samym wypierając organizację gminną w latach 1954–1972.
Gromadę Dojlidy Górne z siedzibą GRN w Dojlidach Górnych utworzono 31 grudnia 1959 w powiecie białostockim w woj. białostockim z obszaru zniesionych gromad Kuriany i Olmonty.
31 grudnia 1961 z gromady Dojlidy Górne wyłączono wieś Henryków włączając ją do gromady Grabówka.
Gromadę Dojlidy Górne zniesiono 1 stycznia 1972, a jej obszar włączono do nowo utworzonej gromady Zaścianki.